# Kairi Pääsuke
Kairi Pääsuke (* 29. September 1970) ist eine ehemalige estnische Biathletin.
Kairi Pääsuke profitierte bei ihrer sportlichen Karriere von der Trennung Estlands von der Sowjetunion und gehörte nach der Trennung zu den ersten Biathletinnen des estnischen Nationalkaders. Sie gewann 1994 in Hinton als 25. eines Einzels erstmals Weltcuppunkte. In Canmore konnte sie ihre Bestleistung bis auf einen 20. Rang im Einzel verbessern.

## Biathlon-Weltcup-Platzierungen
Die Tabelle zeigt alle Platzierungen (je nach Austragungsjahr einschließlich Olympische Spiele und Weltmeisterschaften).
- 1.–3. Platz: Anzahl der Podiumsplatzierungen
- Top 10: Anzahl der Platzierungen unter den ersten zehn (einschließlich Podium)
- Punkteränge: Anzahl der Platzierungen innerhalb der Punkteränge (einschließlich Podium und Top 10)
- Starts: Anzahl gelaufener Rennen in der jeweiligen Disziplin

| Platzierung                                    | Einzel | Sprint | Verfolgung | Massenstart | Staffel | Gesamt |
| ---------------------------------------------- | ------ | ------ | ---------- | ----------- | ------- | ------ |
| 1. Platz                                       |        |        |            |             |         |        |
| 2. Platz                                       |        |        |            |             |         |        |
| 3. Platz                                       |        |        |            |             |         |        |
| Top 10                                         |        |        |            |             |         |        |
| Punkteränge                                    | 2      |        |            |             |         | 2      |
| Starts                                         | 2      | 2      |            |             |         | 4      |
| Stand: Karriereende, Daten wohl nicht komplett |        |        |            |             |         |        |